# Doudeauville-en-Vexin
Doudeauville-en-Vexin est une commune française située dans le département de l'Eure en région Normandie.

## Géographie

### Localisation
Doudeauville-en-Vexin est un village normand du Vexin jouxtant par le nord-ouest Étrépagny et situé, à vol d'oiseau, à 15 km au nord-ouest de Gisors, 24 km de Magny-en-Vexin et 49 km de Pontoise, 17 km au nord-est des Andelys, 38 km au sud-est de Rouen, 20 km au sud-ouest de Gournay-en-Bray
La commune se trouve dans l'aire d'attraction de Paris, dans la zone d'emploi de Vernon - Gisors et dans le bassin de vie d'Étrépagny.

### Communes limitrophes
Les communes limitrophes sont  Le Thil, Longchamps, Nojeon-en-Vexin et Étrépagny.
| Nojeon-en-Vexin |                       | Longchamps |
| Nojeon-en-Vexin | Doudeauville-en-Vexin | Étrépagny  |
| Le Thil         | Le Thil               |            |

### Géologie et relief
La superficie de la commune est de 5,85 km2 ; son altitude varie de 82  à   135 mètres. 

### Hydrographie

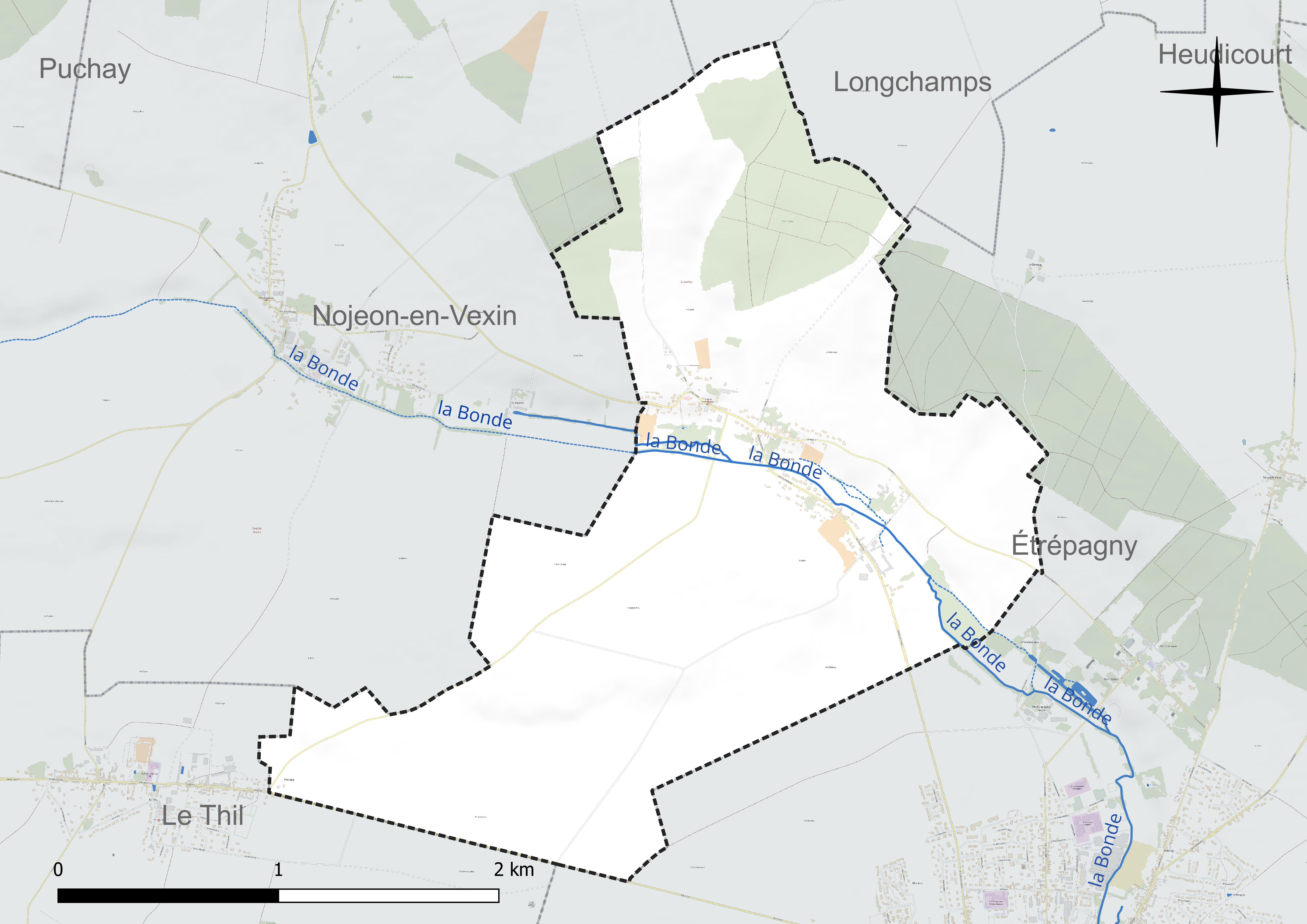
Réseau hydrographique de Doudeauville-en-Vexin.

La commune est située dans le bassin Seine-Normandie. 
Elle est drainée par la Bonde,.
La Bonde, d'une longueur de 18 km, prend sa source dans la commune de Nojeon-en-Vexin et se jette  dans la Levrière à Bézu-Saint-Éloi, après avoir traversé sept communes.

### Climat
Pour des articles plus généraux, voir Climat de la Normandie et Climat de l'Eure.
En 2010, le climat de la commune est de type climat océanique dégradé des plaines du Centre et du Nord, selon une étude du CNRS s'appuyant sur une série de données couvrant la période 1971-2000. En 2020, Météo-France publie une typologie des climats de la France métropolitaine dans laquelle la commune est exposée à un climat océanique et est dans une zone de transition entre les régions climatiques « Sud-ouest du bassin Parisien » et « Côtes de la Manche orientale ». Parallèlement le GIEC normand, un groupe régional d’experts sur le climat, différencie quant à lui, dans une étude de 2020, trois grands types de climats pour la région Normandie, nuancés à une échelle plus fine par les facteurs géographiques locaux. La commune est, selon ce zonage, exposée à un « climat des plateaux abrités », correspondant aux plaines agricoles de l’Eure, avec une pluviométrie beaucoup plus faible que dans la plaine de Caen en raison du double effet d’abri provoqué par les collines du Bocage normand et par celles qui s’étendent sur un axe du Pays d'Auge au Perche.
Pour la période 1971-2000, la température annuelle moyenne est de 10,5 °C, avec  une amplitude thermique annuelle de 14,3 °C. Le cumul annuel moyen de précipitations est de 741 mm, avec 11,7 jours de précipitations en janvier et 8 jours en juillet. Pour la période 1991-2020, la température moyenne annuelle observée sur la station météorologique la plus proche, située sur la commune d'Étrépagny à 3 km à vol d'oiseau, est de 11,3 °C et le cumul annuel moyen de précipitations est de 774,0 mm,. Pour l'avenir, les paramètres climatiques de la commune estimés pour 2050 selon différents scénarios d’émission de gaz à effet de serre sont consultables sur un site dédié publié par Météo-France en novembre 2022.

### Milieux naturels et biodiversité
En 2023, un terrain de 41 850 m², anciennement occupé par une peupleraie en bordure d'un ruisseau, a été replanté avec l'aide du département et de l'Office national des forêts, a été replanté de 320 arbres, des chênes, des bouleaux, des érables, des noisetiers, des saules, des aubépines, des pruneliers, des sureaux et des bourdaines, favorisant le développement d'un îlot de biodiversité.

## Urbanisme

### Typologie
Au 1er janvier 2024, Doudeauville-en-Vexin est catégorisée commune rurale à habitat dispersé, selon la nouvelle grille communale de densité à 7 niveaux définie par l'Insee en 2022.
Elle est située hors unité urbaine. Par ailleurs la commune fait partie de l'aire d'attraction de Paris, dont elle est une commune de la couronne,. 

### Occupation des sols

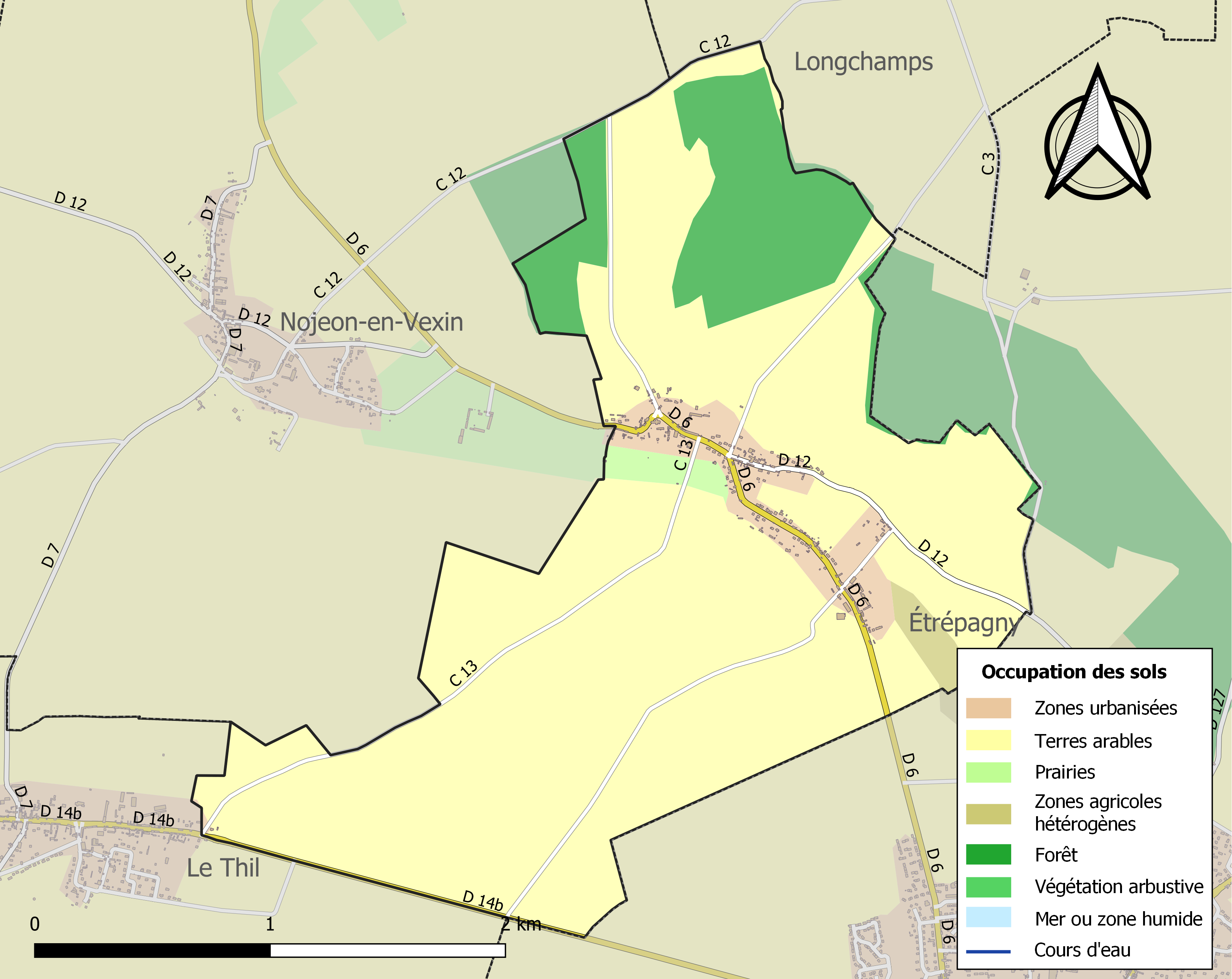
Carte des infrastructures et de l'occupation des sols de la commune en 2018 (CLC).

L'occupation des sols de la commune, telle qu'elle ressort de la base de données européenne d’occupation biophysique des sols Corine Land Cover (CLC), est marquée par l'importance des territoires agricoles (81,8 % en 2018), en diminution par rapport à 1990 (87,7 %). 
La répartition détaillée en 2018 est la suivante : terres arables (79,4 %), forêts (12,3 %), zones urbanisées (5,9 %), prairies (1,2 %), zones agricoles hétérogènes (1,2 %). 
L'évolution de l’occupation des sols de la commune et de ses infrastructures peut être observée sur les différentes représentations cartographiques du territoire : la carte de Cassini (XVIIIe siècle), la carte d'état-major (1820-1866) et les cartes ou photos aériennes de l'IGN pour la période actuelle (1950 à aujourd'hui).

### Habitat et logement
En 2021, le nombre total de logements dans la commune était de 134, alors qu'il était de 130 en 2016 et de 126 en 2011. 
Parmi ces logements, 88,8 % étaient des résidences principales, 5,2 % des résidences secondaires et 6 % des logements vacants. Ces logements étaient pour 99,2 % d'entre eux des maisons individuelles et pour 0,8 % des appartements. 
Le tableau ci-dessous présente la typologie des logements à Doudeauville-en-Vexin en 2021 en comparaison avec celle de l'Eure et de la France entière. Une caractéristique marquante du parc de logements est ainsi la faible proportion des résidences secondaires et logements occasionnels (5,2 %) par rapport au département (6,2 %) et à la France entière (9,7 %). 
| Typologie                                               | Doudeauville-en-Vexin | Eure | France entière |
| ------------------------------------------------------- | --------------------- | ---- | -------------- |
| Résidences principales (en %)                           | 88,8                  | 85,8 | 82,2           |
| Résidences secondaires et logements occasionnels (en %) | 5,2                   | 6,2  | 9,7            |
| Logements vacants (en %)                                | 6                     | 8    | 8,1            |

## Toponymie
Le nom de la localité est attesté sous la forme Dudelvilla au XIIe siècle (cartulaire de Mortemer), Dodenvilla en 1214 (feoda Normanniæ), Dondiauville en 1349 (reg. de la Chambre des comptes), Dodeauville en 1579 (Philippe d'Alcripe), Doudeauville-sur-Bonde en 1828 (Louis Du Bois).
Voir Doudeauville (Seine-Maritime, Dudelvilla 1152).
La référence au Vexin a été ajoutée au nom de la commune en 1970 (il existe en Normandie et dans le Pas-de-Calais deux autres communes nommées Doudeauville).

## Politique et administration

### Rattachements administratifs et électoraux

#### Rattachements administratifs
La commune se trouve dans l'arrondissement des Andelys du département de l'Eure.  
Elle faisait partie depuis 1802 du canton d'Étrépagny. Dans le cadre du redécoupage cantonal de 2014 en France, cette circonscription administrative territoriale a disparu, et le canton n'est plus qu'une circonscription électorale.

#### Rattachements électoraux
Pour les élections départementales, la commune fait partie depuis 2014 du canton  de Gisors.
Pour l'élection des députés, elle fait partie de la cinquième circonscription de l'Eure.

### Intercommunalité
Doudeauville-en-Vexin était membre de la communauté de communes du canton d'Étrépagny, un établissement public de coopération intercommunale (EPCI) à fiscalité propre créé fin 1996 et auquel la commune avait transféré un certain nombre de ses compétences, dans les conditions déterminées par le code général des collectivités territoriales.
Dans le cadre des dispositions de la loi portant nouvelle organisation territoriale de la République du 7 août 2015, qui prévoit que les établissements publics de coopération intercommunale (EPCI) à fiscalité propre doivent avoir un minimum de 15 000 habitants, cette intercommunalité a fusionné avec la communauté de communes Gisors-Epte-Lévrière pour former, le 1er janvier 2017, la communauté de communes du Vexin Normand, dont est désormais membre la commune.

### Liste des maires
| Période                                  | Période                     | Identité             | Étiquette | Qualité                                  |
| ---------------------------------------- | --------------------------- | -------------------- | --------- | ---------------------------------------- |
| Les données manquantes sont à compléter. |                             |                      |           |                                          |
|                                          |                             |                      |           |                                          |
| mars 2001                                | mai 2020                    | Jean-François Lecoze | DVD       | Chef d'entreprise de maçonnerie retraité |
| mai 2020                                 | En cours (au 13 avril 2025) | Valérie Bezard       |           | Artisane, fille de Jean-François Lecoze  |

## Démographie
L'évolution du nombre d'habitants est connue à travers les recensements de la population effectués dans la commune depuis 1793. Pour les communes de moins de 10 000 habitants, une enquête de recensement portant sur toute la population est réalisée tous les cinq ans, les populations de référence des années intermédiaires étant quant à elles estimées par interpolation ou extrapolation. Pour la commune, le premier recensement exhaustif entrant dans le cadre du nouveau dispositif a été réalisé en 2005.

En 2022, la commune comptait 265 habitants, en évolution de −12,25 % par rapport à 2016 (Eure : −0,25 %, France hors Mayotte : +2,11 %).
| 1793 | 1800 | 1806 | 1821 | 1831 | 1836 | 1841 | 1846 | 1851 |
| ---- | ---- | ---- | ---- | ---- | ---- | ---- | ---- | ---- |
| 309  | 308  | 282  | 284  | 301  | 289  | 304  | 294  | 281  |

| 1856 | 1861 | 1866 | 1872 | 1876 | 1881 | 1886 | 1891 | 1896 |
| ---- | ---- | ---- | ---- | ---- | ---- | ---- | ---- | ---- |
| 262  | 254  | 260  | 205  | 250  | 236  | 255  | 259  | 243  |

| 1901 | 1906 | 1911 | 1921 | 1926 | 1931 | 1936 | 1946 | 1954 |
| ---- | ---- | ---- | ---- | ---- | ---- | ---- | ---- | ---- |
| 213  | 202  | 216  | 180  | 205  | 196  | 226  | 225  | 217  |

| 1962 | 1968 | 1975 | 1982 | 1990 | 1999 | 2005 | 2006 | 2010 |
| ---- | ---- | ---- | ---- | ---- | ---- | ---- | ---- | ---- |
| 211  | 235  | 180  | 192  | 216  | 233  | 274  | 283  | 313  |

| 2015 | 2020 | 2022 | - | - | - | - | - | - |
| ---- | ---- | ---- | - | - | - | - | - | - |
| 303  | 275  | 265  | - | - | - | - | - | - |

## Culture locale et patrimoine

### Lieux et monuments

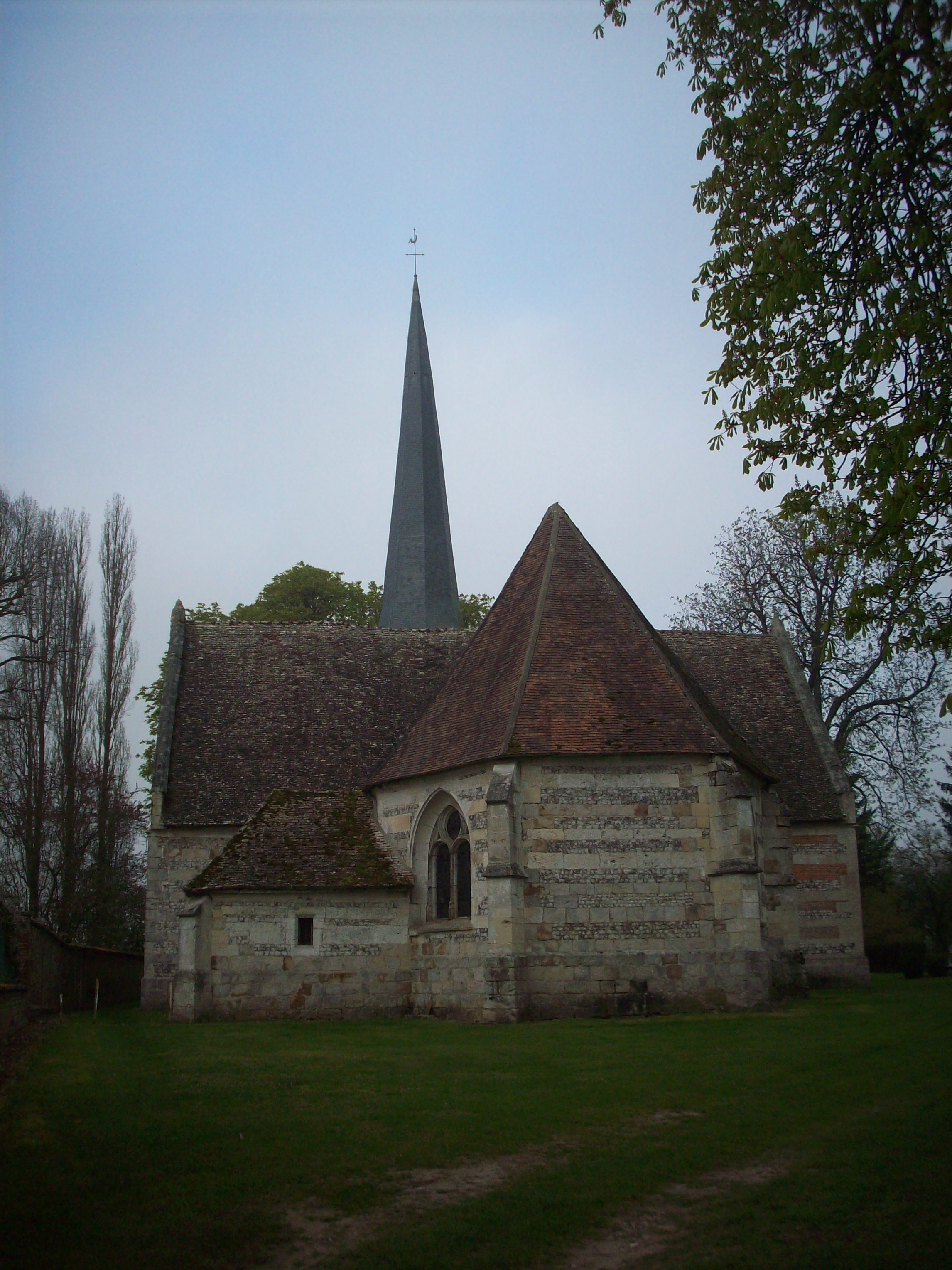
L'église Saint-Aubin.

- L'église Saint-Aubin,  Classée MH (1914)[22], remontant au XIIe siècle, a été entièrement rebâtie entre 1520 et 1564.
L’association Mémoires de Doudeauville-en-Vexin contribue, avec l'aide de la Fondation du patrimoine, à des travaux de restauration[23].

### Patrimoine naturel
- Les abords de l'église,  Site inscrit (1944)[24].

## Pour approfondir